# 蚌埠市公共交通集团

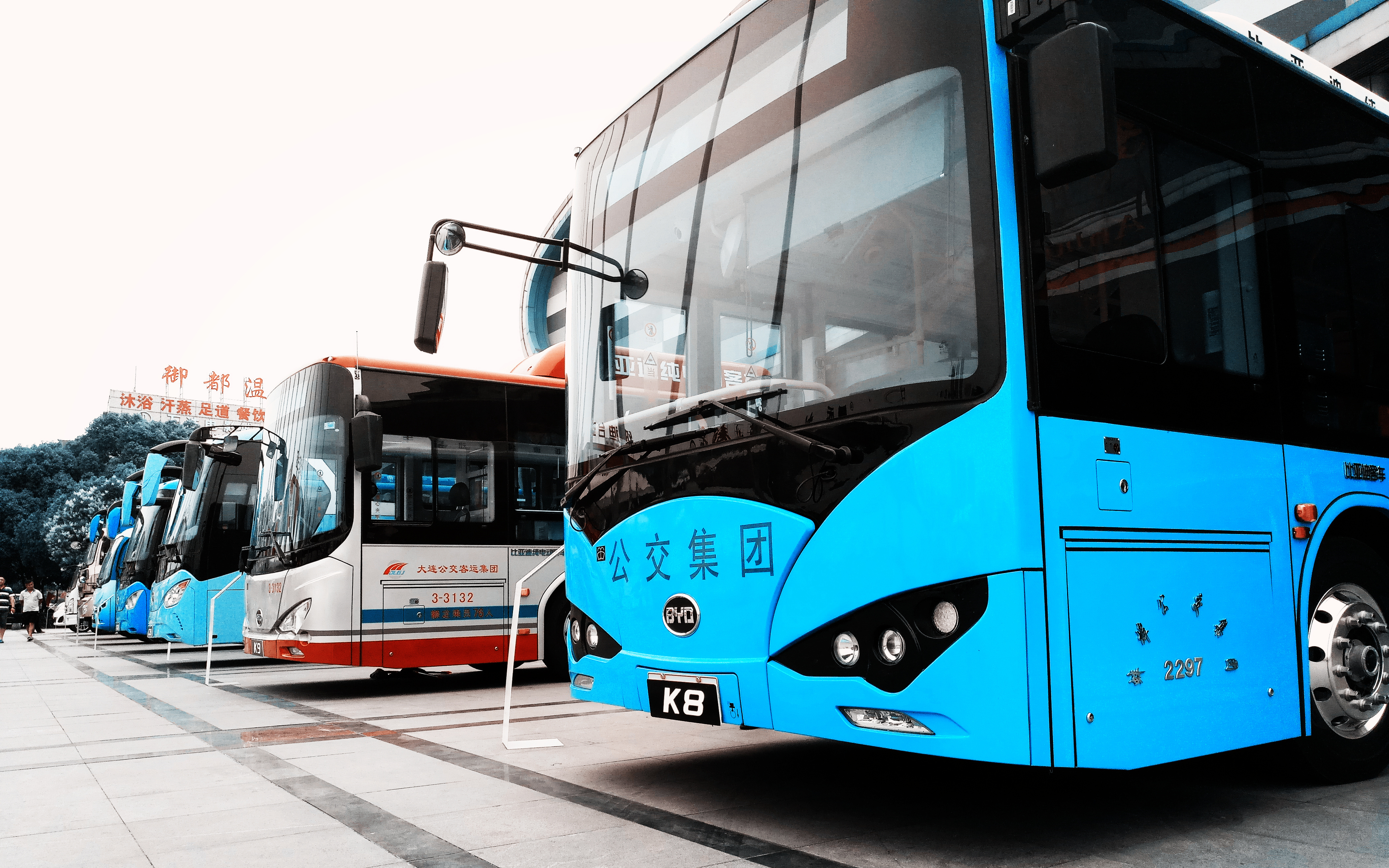
蚌埠公交集团比亚迪客车与其他客车展出

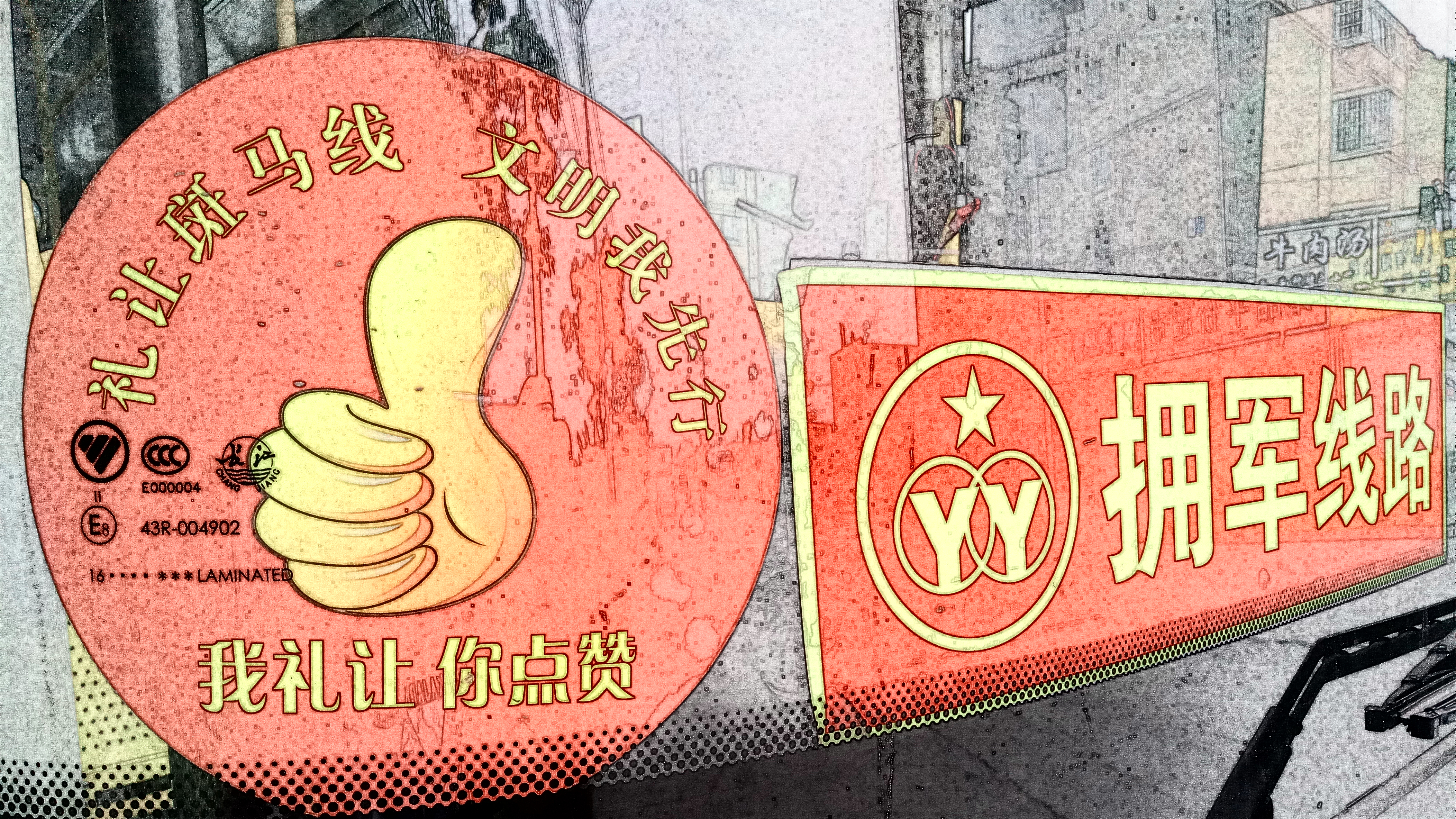
蚌埠公交118路“拥军线路”标识牌

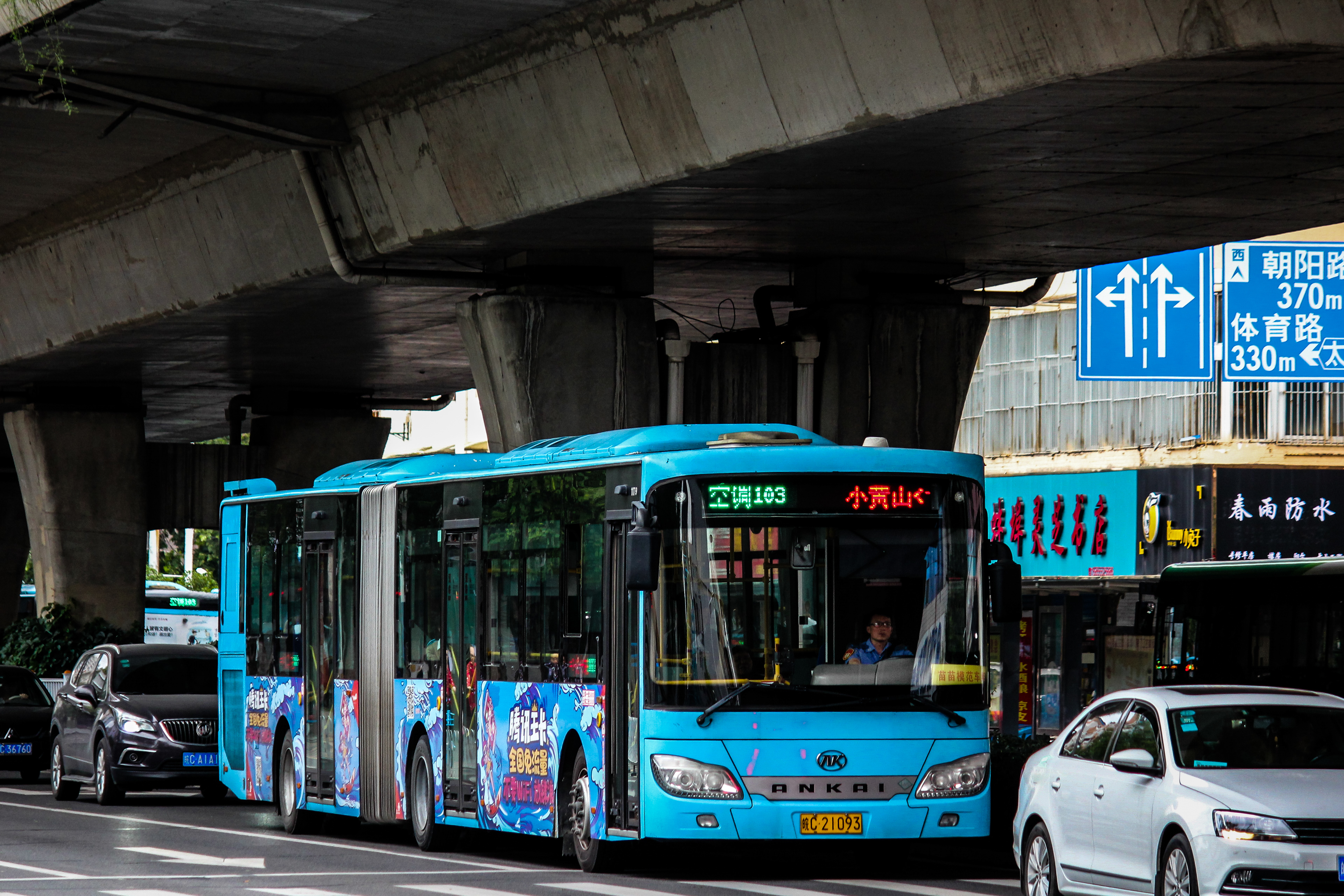
蚌埠公交集团购置的天然气铰接空调车

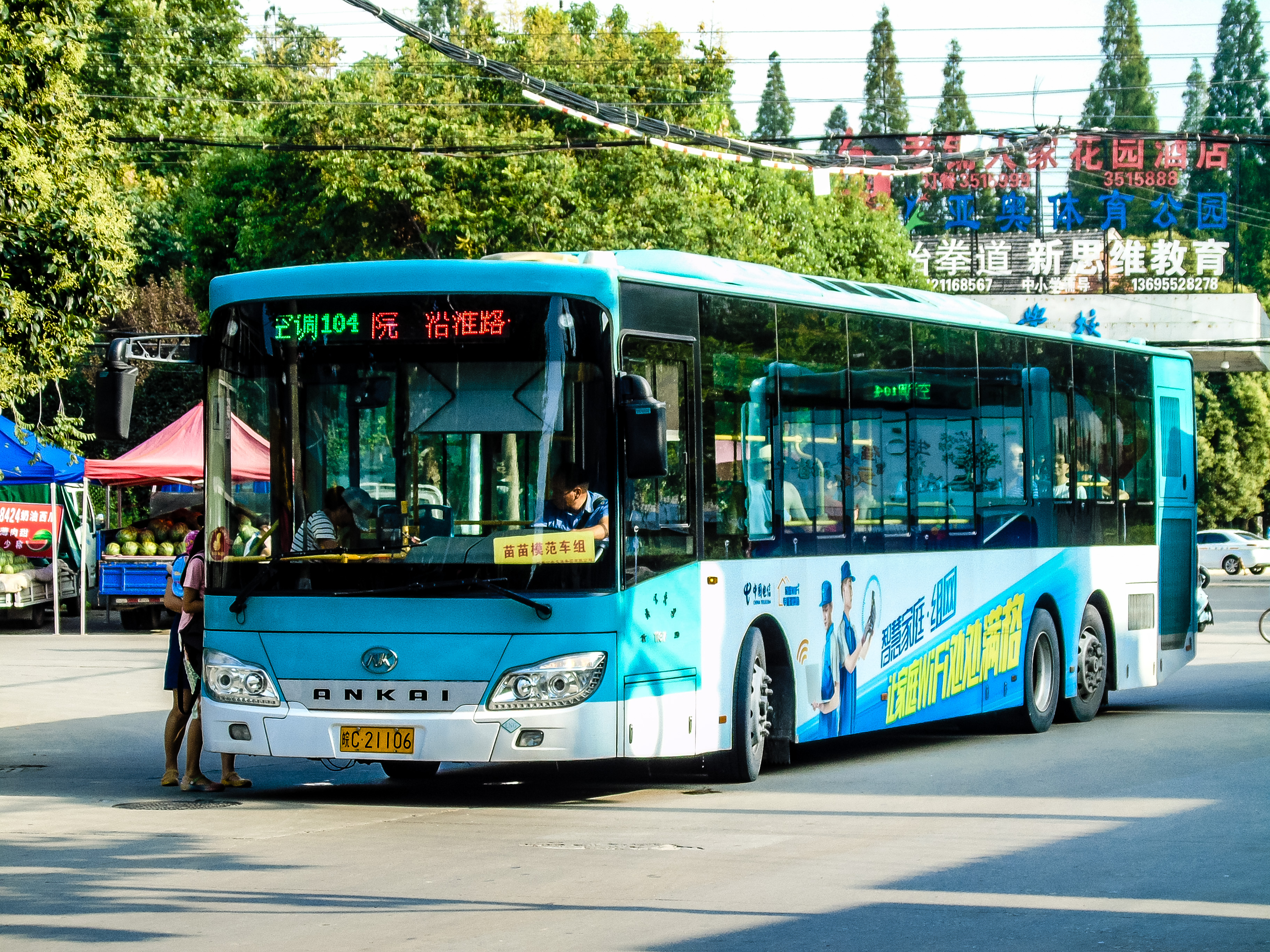
蚌埠公交集团购置的天然气三轴空调车

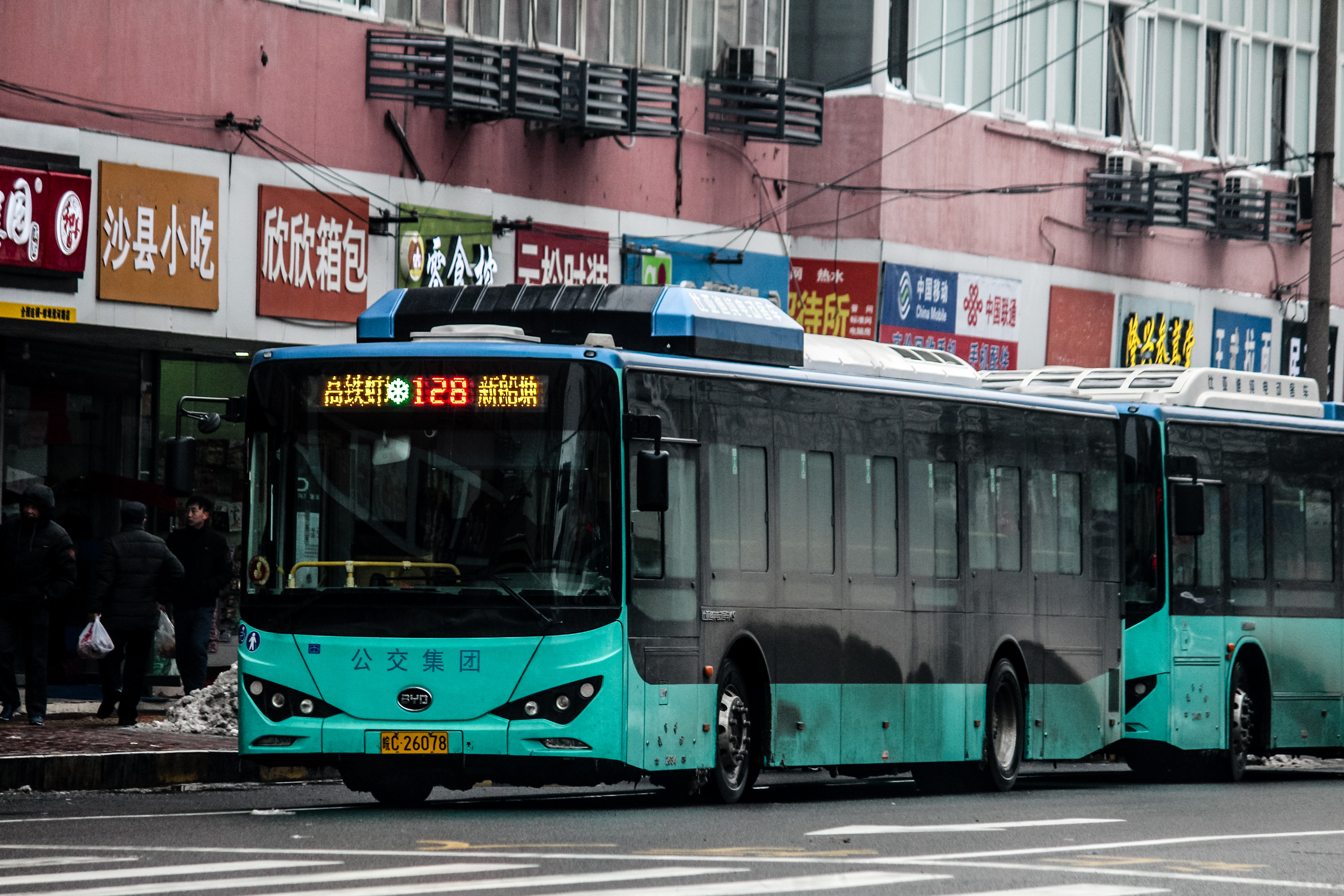
蚌埠公交集团购置的比亚迪纯电动车

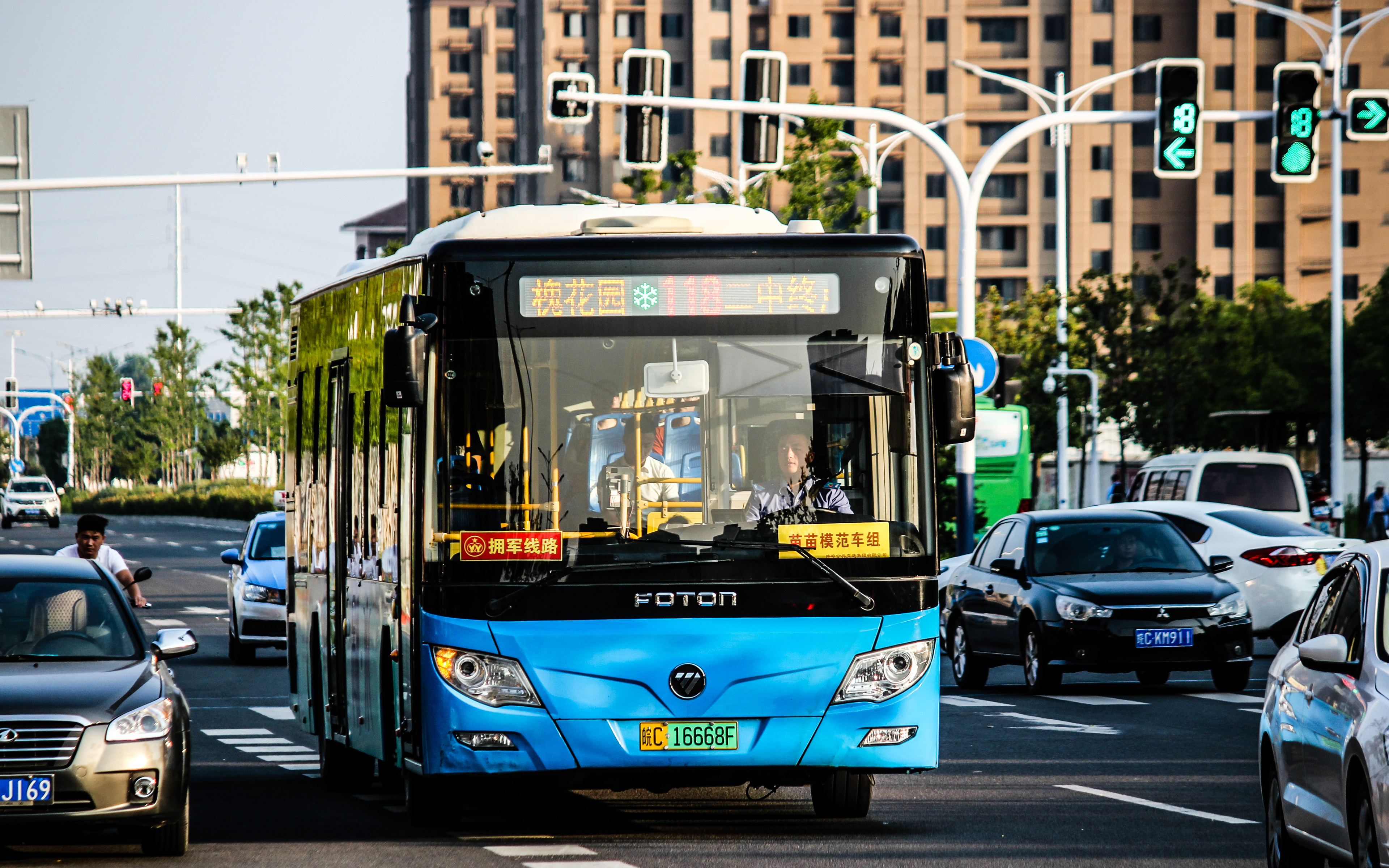
蚌埠公交集团混合动力客车悬挂新能源车牌

蚌埠市公共交通集团有限公司，简称蚌埠公交集团，始建于1956年6月，2009年6月由工厂制改为公司制。2010年5月，由蚌埠市公共交通有限公司更名为蚌埠市公共交通集团有限公司，系国有独资企业，隶属市交通运输局领导。截止2016年2月，在职员工2940人，离退休员工951人。目前拥有并运营近百条线路，线网覆盖主城区和城乡间，辐射怀远县，营运车辆2500余台，其中纯电动、混合动力、天然气车辆占比100%，空调车等清洁能源车辆占比100%。线路全长824.3公里，停靠站1378个，拥有24 座公交场站、占地35.5万平方米。年行驶里程7000万公里，年客运量2.2亿人次，运量和运力分别居安徽省第二、第三位。

## 历史

### 图集

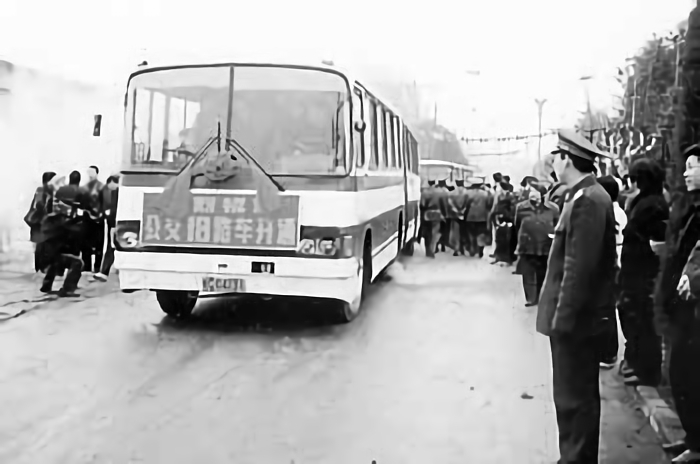
1994年1月22日18路车停靠在蚌埠坦克学院
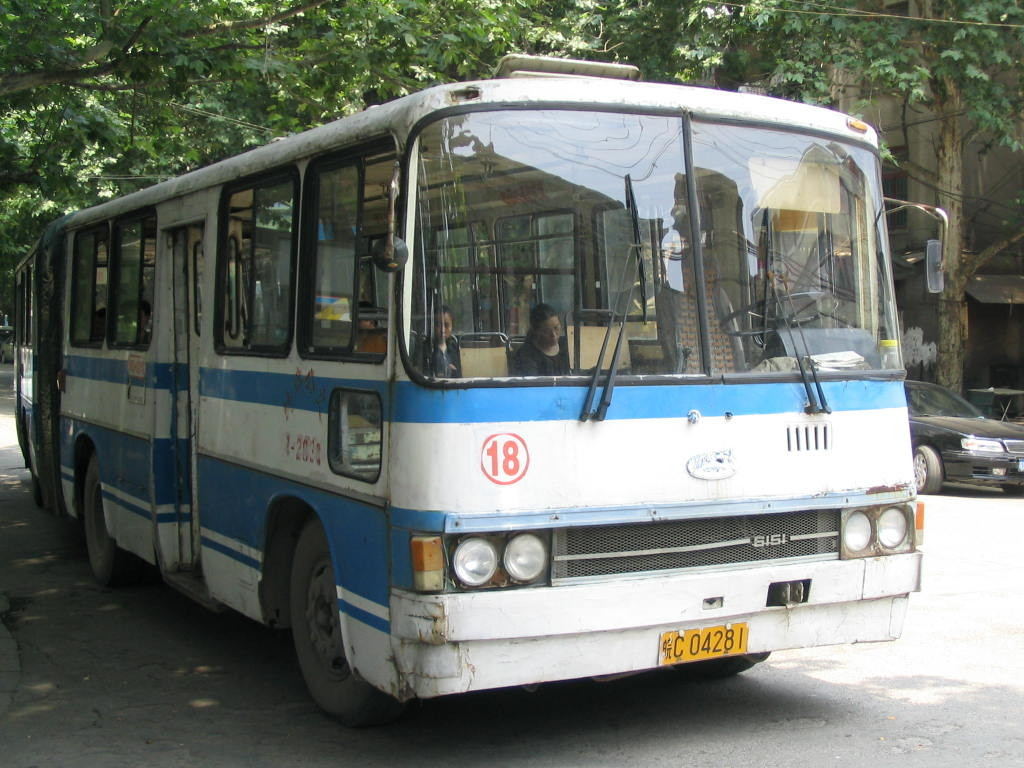
18路车使用的长江牌6151型铰接客车
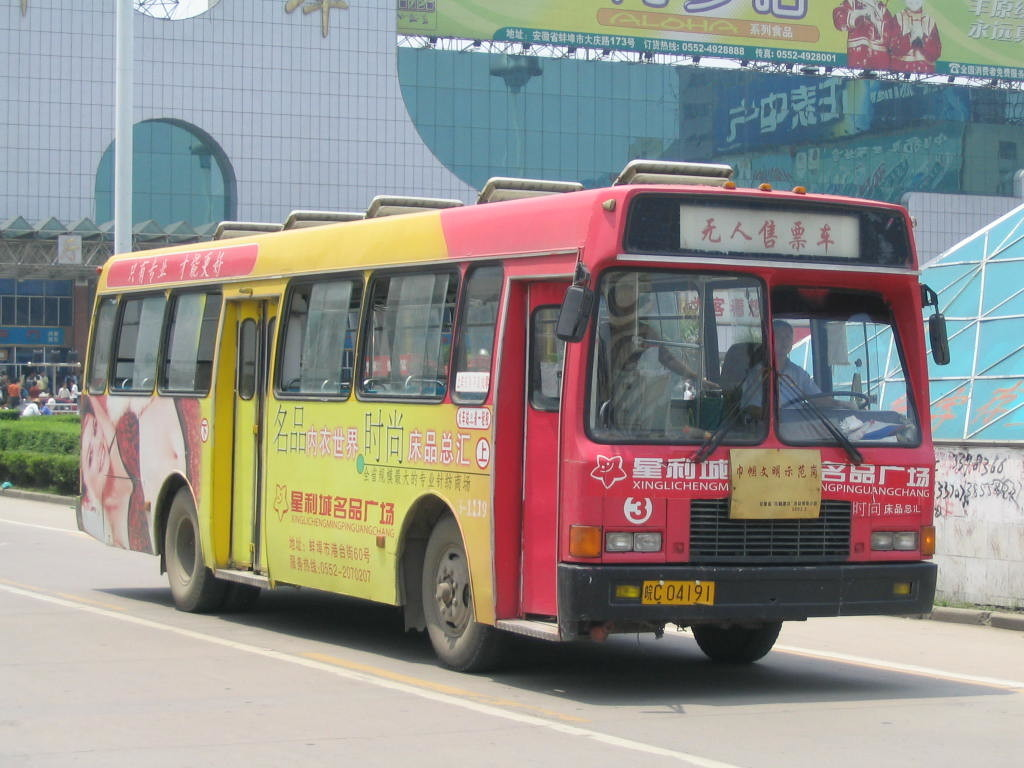
1999年购买的长江客车在蚌埠火车站
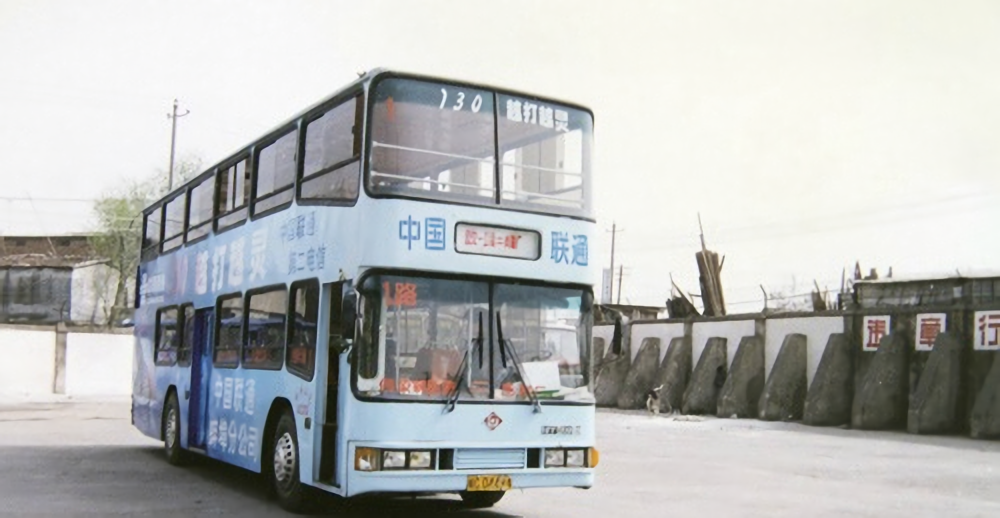
2000年的1路车使用的双层客车
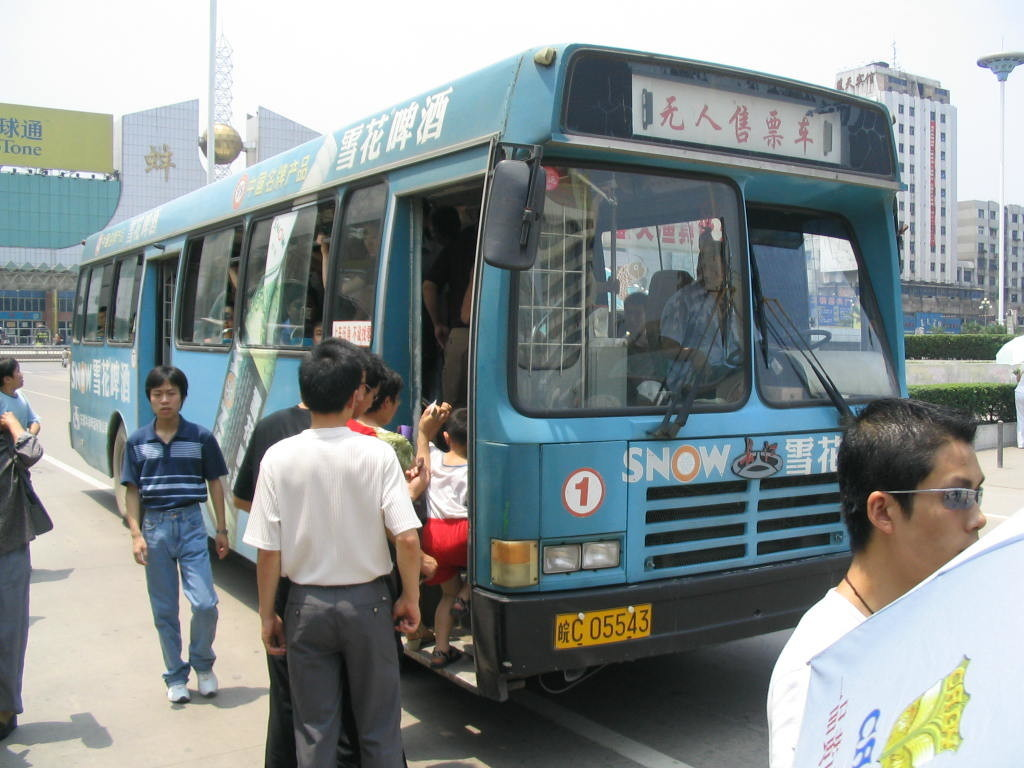
2001年的1路车车顶可见“无人售票”字样
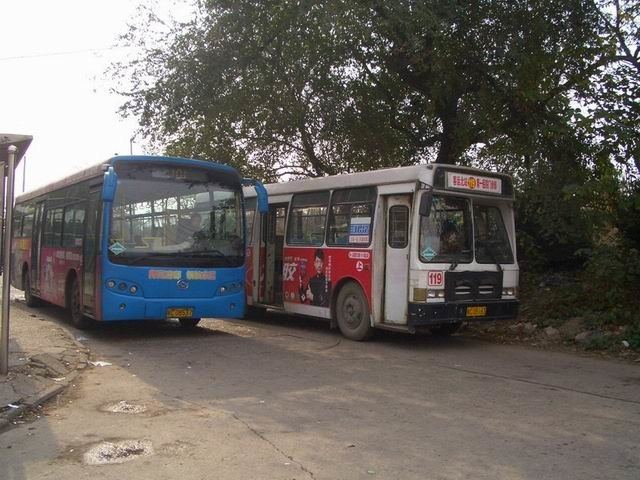
2005年公交改革后的101路和119路
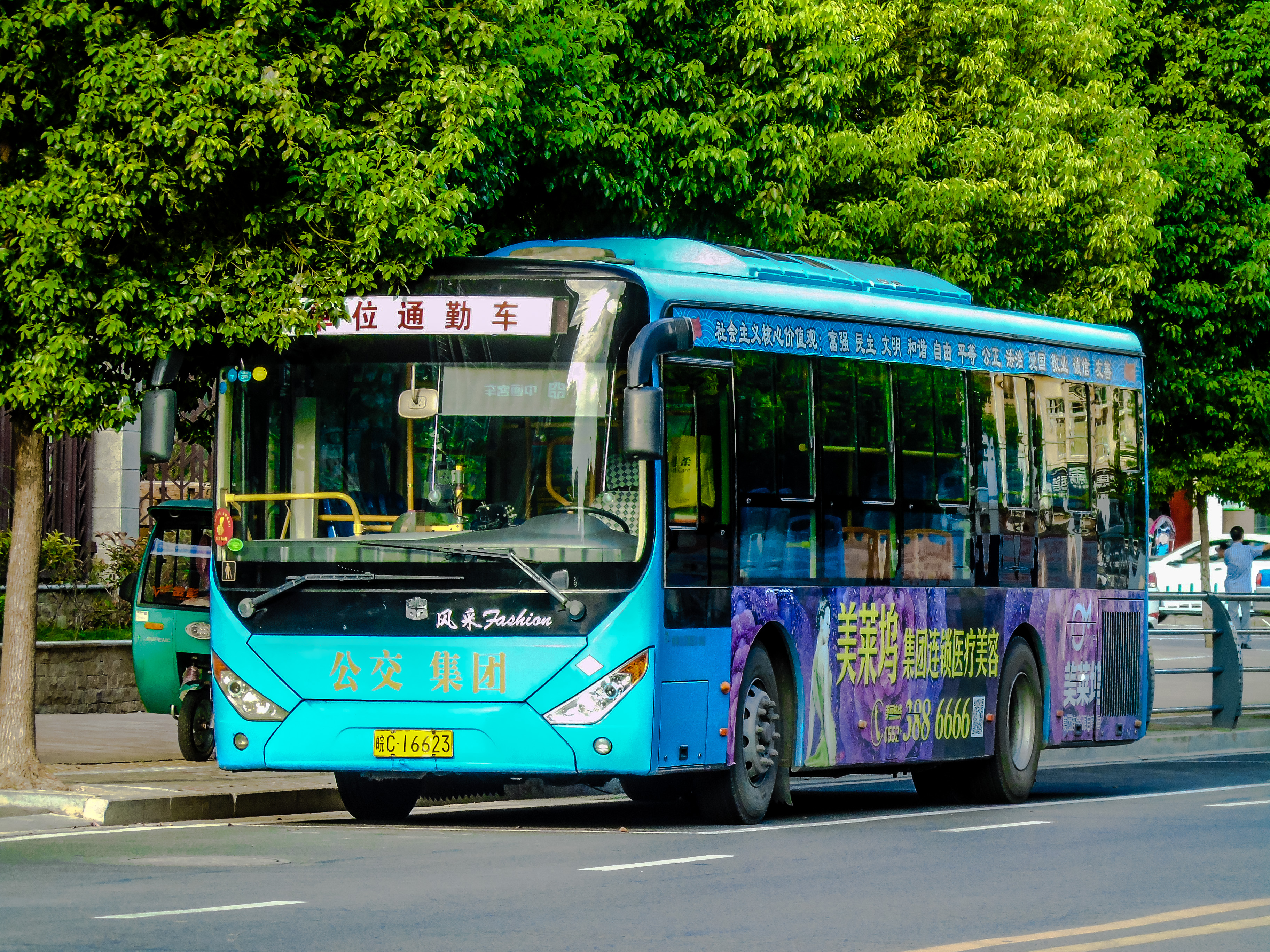
2012年购买的中通LCK6103GC型天然气客车
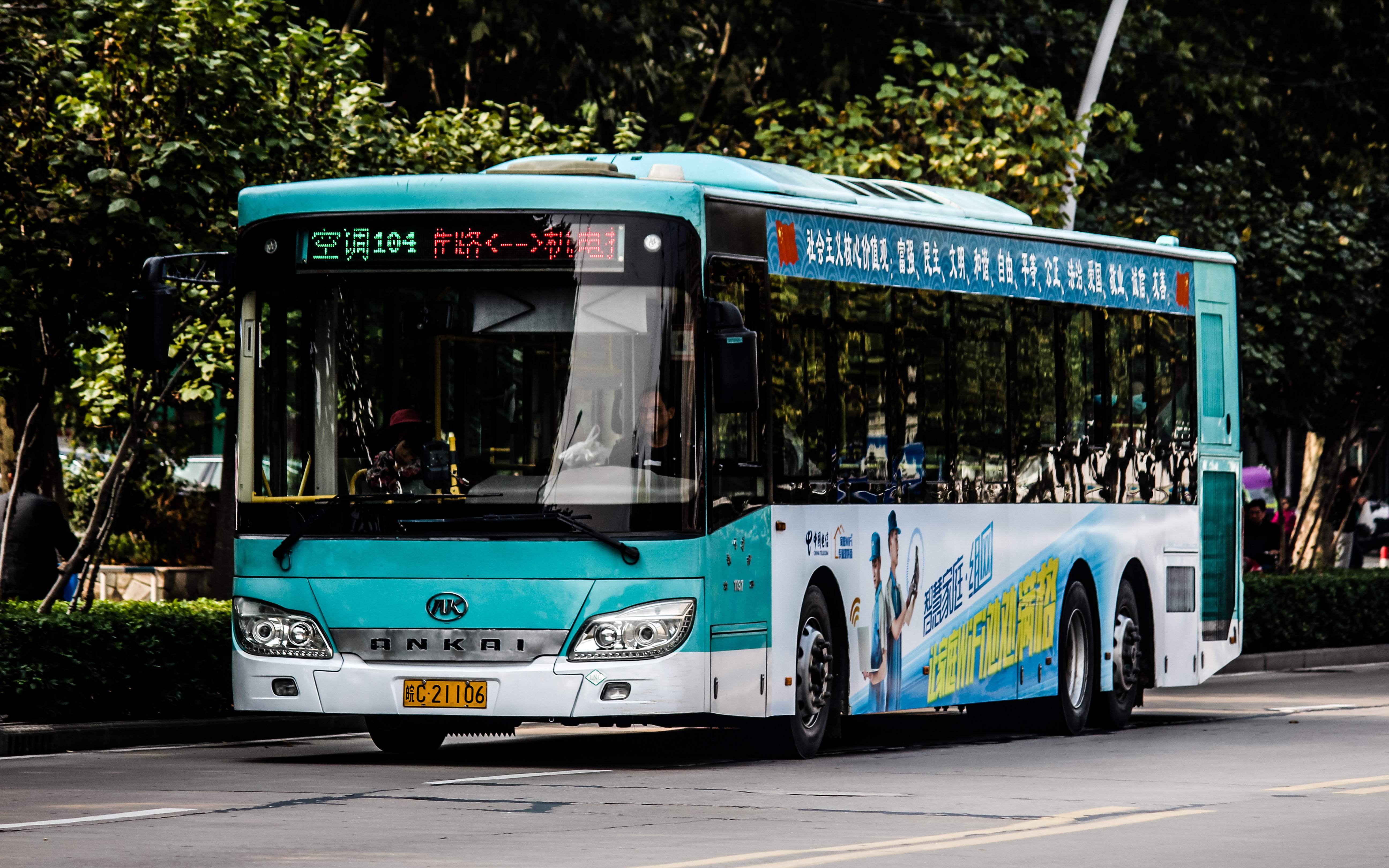
2014年购买的安凯14米三轴天然气客车
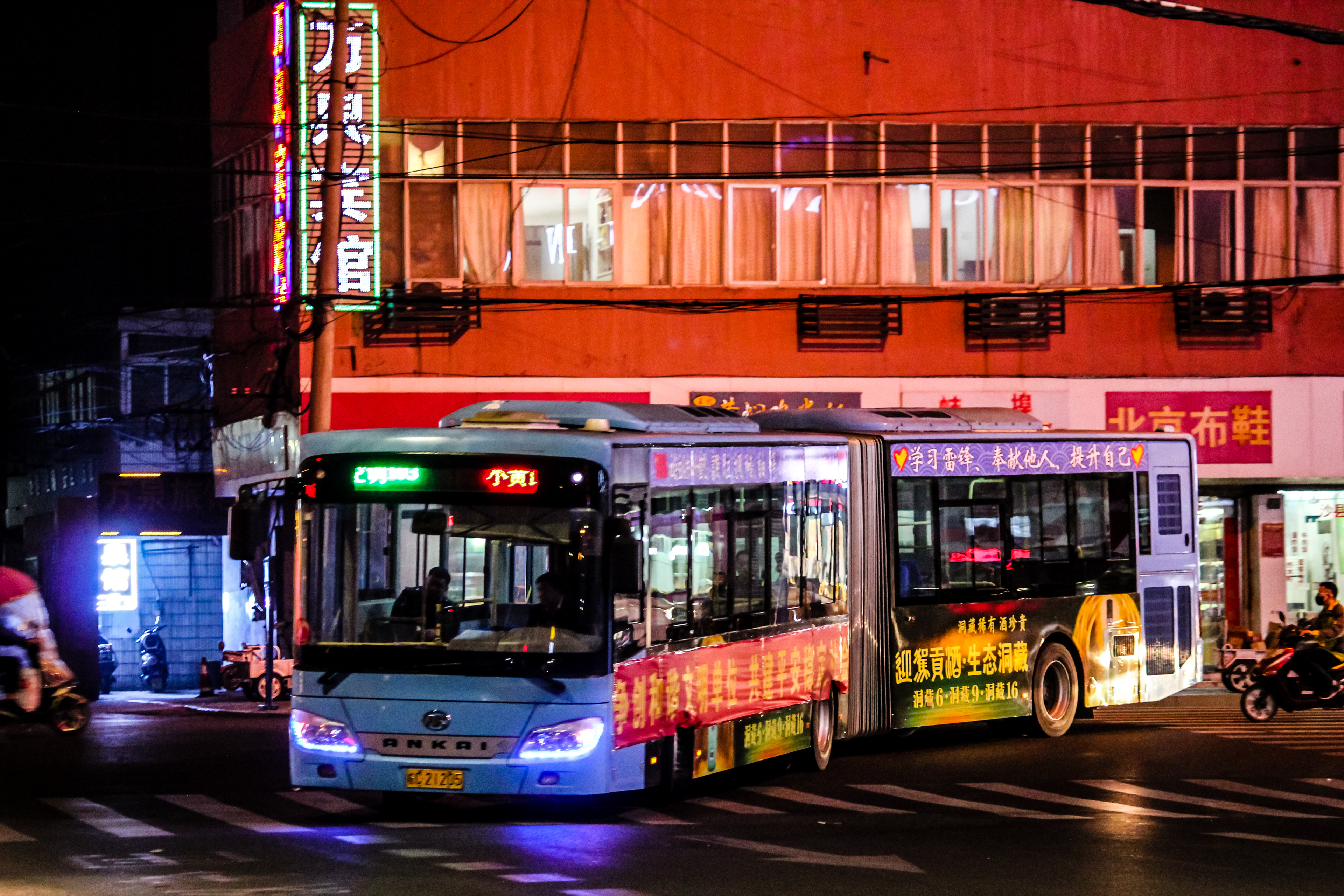
2014年购买的安凯18米铰接天然气空调车
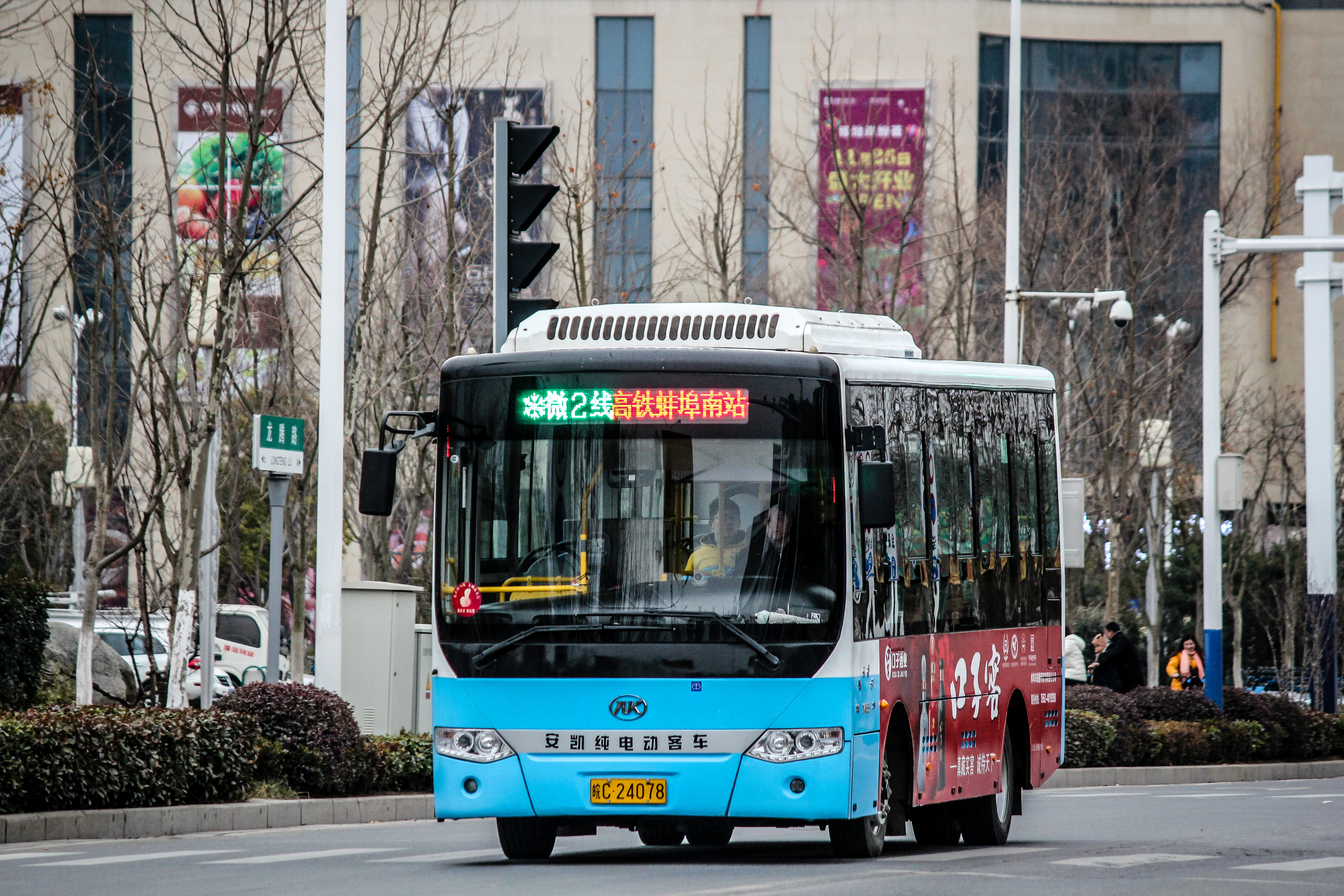
2017年投入“微公交”的安凯纯电动客车
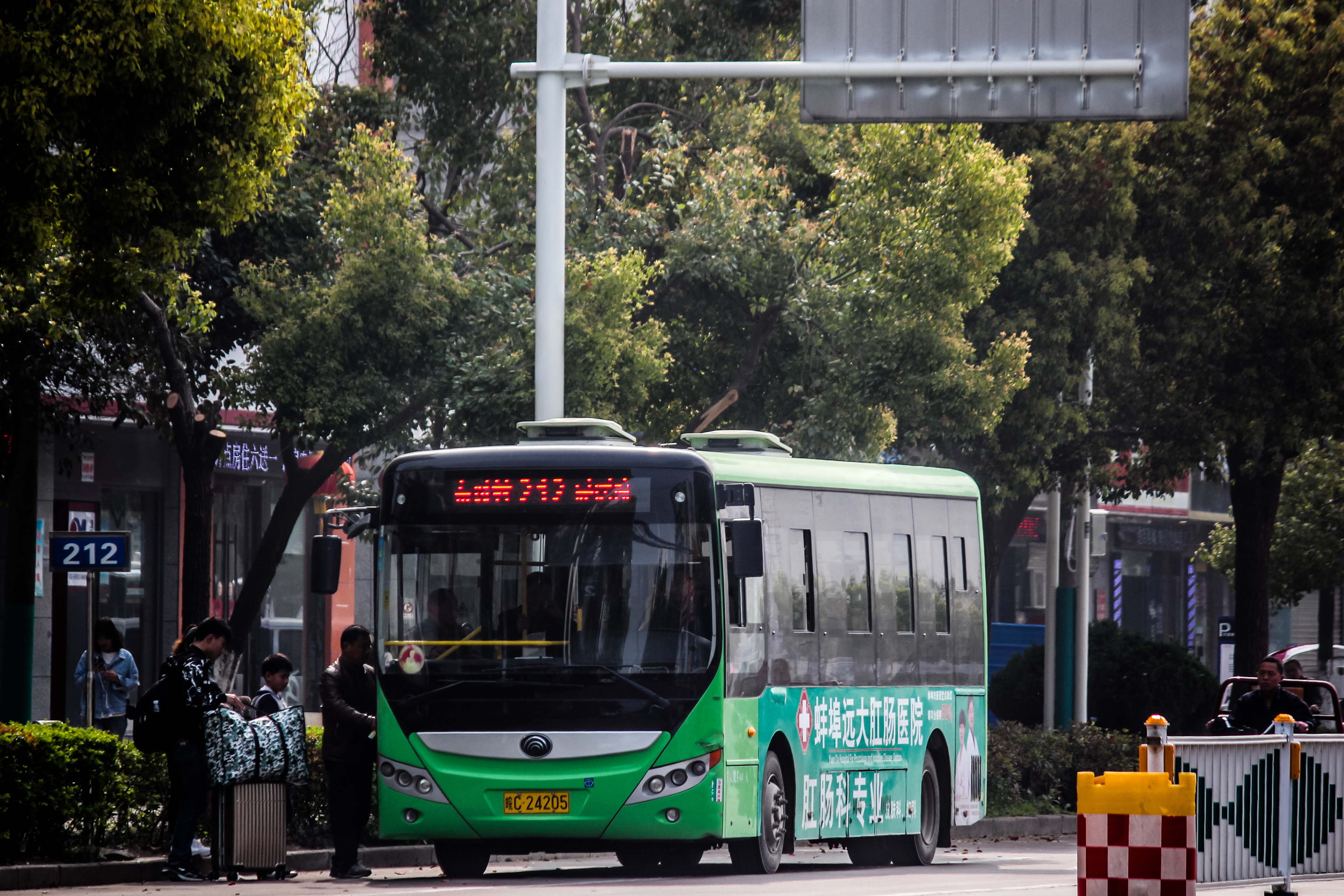
2017年更换宇通纯电动客车后的环城巴士
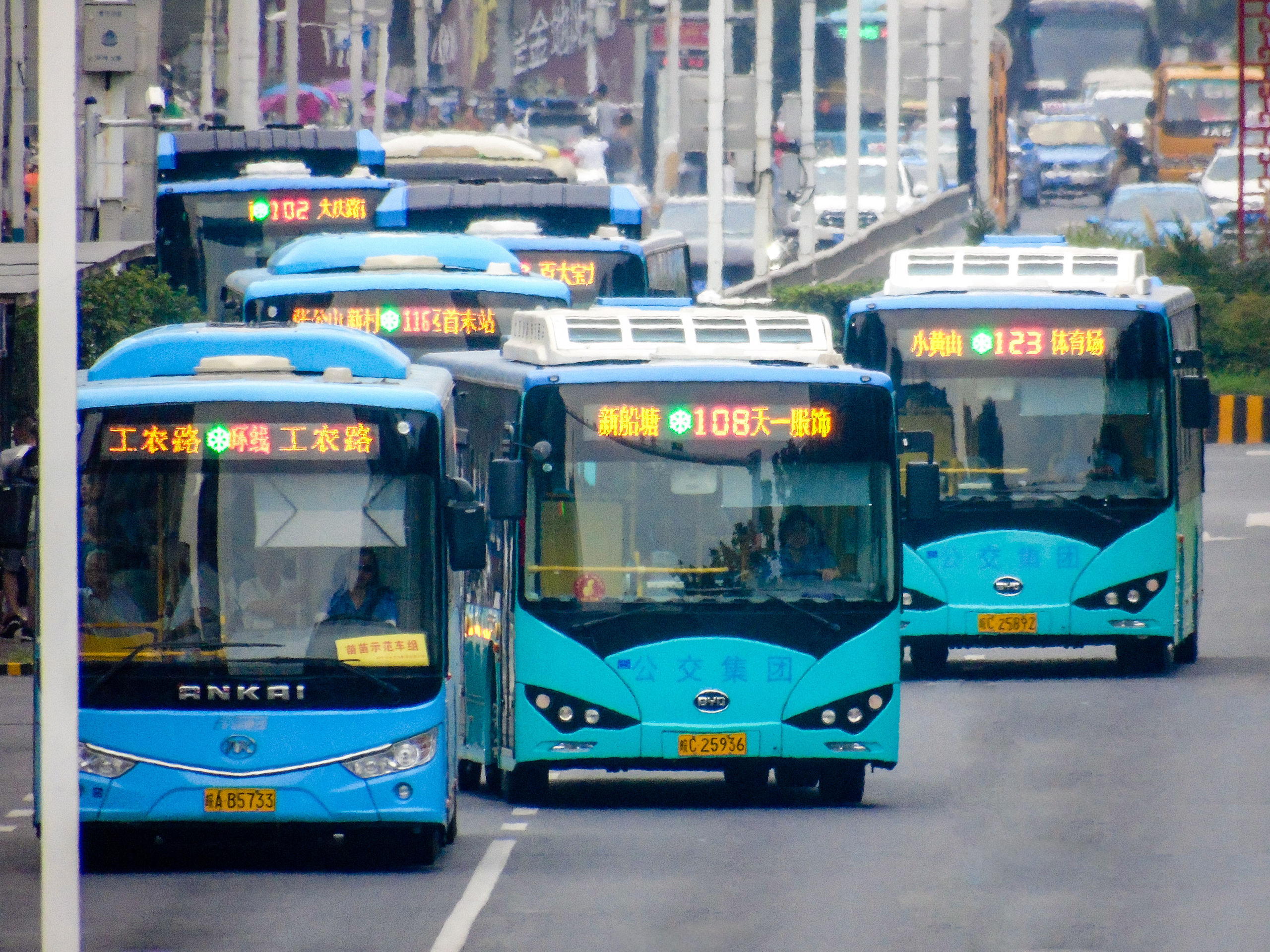
2017年上线使用的比亚迪纯电动客车

### 早期
- 1956年1月1日，蚌埠公交公司正式成立。公交集团建司时仅有1条线路2台车和4名员工，全长5.28公里10个停靠站，该线路即为现101路的前身。
- 1960年，蚌埠公交公司被评为安徽省模范单位、华东地区节能先进单位。
- 1985年，蚌埠公交荣获全国“五一”劳动奖状先进集体，全国建设系统最佳经济效益单位，全国公交“十面红旗”。
- 1990年，蚌埠公交公司大批量购买长江牌铰接客车。
- 1994年1月22日，蚌埠公交公司开通首条拥军线路18路，使困扰该院20多年的官兵和家属出行难的问题终于得以解决，受到该院官兵、家属及周边群众的欢迎，18路车被称为“拥军车”。
- 1994年7月27日，当时仅19岁的全国“五一”劳动奖章获得者、十八大代表、中国好人杨苗苗进入蚌埠公交集团，走上公交驾驶员岗位。
- 1999年末，为迎接新世纪的到来，蚌埠公交公司购买一百台10米长江·福来西宝柴油客车投入运营。

### 近期
- 2000年，蚌埠公交公司购买了双层巴士，投入1路运营。另外还购买了数百台长江·福来西宝客车。
- 2001年，蚌埠公交公司实行无人售票制度，所有公交线路均改为无人售票。[9]
- 2005年，蚌埠公交公司开始实施公交改革政策。小公交退出主城区，珠城巴士公司成立，四条新线开通，线路号码升三位。当年全市共购置新车184台，其中珠城巴士共购新车84台。星凯龙HFX6101GK09型20台，投放109路。江淮HFC6100G型64台，分别投放104和106两条线路。公交公司共购新车100台，宇通ZK6108HGB型40台，投放105和101路。江淮HFC6100G型30台，投放111路。黄海DD6105S05型30台，投放101路。[10][11]
- 2007年，蚌埠公交公司共购新车50台。宇通ZK6108HGB型16台，投放110路。江淮HFC6100G型34台，投放102路。[12][13]
- 2008年，蚌埠公交公司在省内率先购买江淮HK6106GQ型前置发动机客车40台并改装成天然气客车，投放103路、123路并替换老旧的长江牌客车。[14]
- 2009年6月，蚌埠公交公司由工厂改为公司制，并更名为蚌埠市公共交通集团有限公司。
- 2011年3月，蚌埠公交集团为配合京沪高铁蚌埠南站通车，购买了40台福田BJ6100C8MTB开通128路。另外还购买了20台黄海DD6109S28型，用于替换107路的长江牌客车。
- 2011年8月，蚌埠公交集团全面收购怀远县城公交，共开通6条线路。[15][16][17]
- 2011年9月，蚌埠公交集团开始投入空调车，通过公开招标购置了90台新车，分别为中通LCK6125GC型、福田BJ6121C7MTB型和安凯HFF6124GZ-4型，投入101路、102路、120路等线路运营。珠城巴士公司也购买了10台12米中通LCK6125GC型，投入104路运营。百余台空调车投入运营，蚌埠市在省内率先进入“空调车时代”。[18]
- 2012年，蚌埠公交集团购买265台天然气客车。福田BJ6123C7BCD-1型96台和江淮HK6105HGQ型106台，该批次车辆替代濒临报废期的江淮HFC6100G型成为主力军。63台中通LCK6103GC型空调车也使得配属空调车的线路进一步增多。至此，蚌埠公交清洁能源车辆比重达全省领先地位。[19]
- 2012年9月3日，蚌埠公交集团开始在全市试点使用电子站牌，是当时安徽省第一个使用电子站牌的城市。[20]
- 2013年4月，蚌埠公交集团共购置气电混合动力车100台。60台大金龙XMQ6106AGHEV6型，其中50台空调车10台普通车。40台福田BJ6123PHEV，24台空调车，16台普通车。珠城巴士也购置了济南重汽豪沃20台空调车。[21]
- 2014年，蚌埠公交集团全资收购了珠城巴士公司，淘汰了全部主城区柴油公交，清洁能源车辆占比100%，使得蚌埠市成为华东地区率先淘汰全部柴油公交的城市之一、安徽省第一个淘汰全部柴油公交的城市。[22][23]
- 2014年9月，蚌埠公交集团购置14米安凯HFF6140G06CE5型三轴天然气空调车60台，[24]18米安凯HFF6180G02CE5型三轴铰接天然气空调车60台，成为安徽省内首个拥有铰接和三轴两种大容量公交车的城市。[25][26][27][28]
- 2014年12月，蚌埠公交954台公交车实现WiFi全覆盖。[29]
- 2014年12月31日，蚌埠公交集团开通首条快速公交K311路，由蚌埠南站开往怀远汽修厂。[30]
- 2015年，蚌埠公交集团加入交通联合计划，蚌埠市为首批41个加入该系统的城市之一，且至今仍是安徽省唯一一个加入该系统的城市。[31]
- 2015年2月，蚌埠公交集团租赁50台安凯纯电动公交车，购置3台中通插电式混合动力空调车。[32][33]
- 2016年2月，蚌埠公交集团连续第三年在节假日免费开行公交，获得百姓一致好评。据市公交集团董事长了解该民生工程将一直进行下去。[34]
- 2016年8月23日，蚌埠公交集团为促进蚌埠市淮上区区域经济发展，加快保税物流中心建设，经上级主管部门批准开行150路，由华海商城开往保税物流中心。[35]
- 2016年10月，蚌埠公交集团购买138台12米安凯HFF6129G03EV-1型纯电动空调车，62台12米福田BJ6123PHEVCA-7型混合动力空调车和30台8米安凯HFF6800GEVB3型纯电动空调车。[36][37][38]
- 2016年12月，蚌埠公交集团开通3条“微公交”线路，使用8米安凯纯电动空调车，解决“最后一公里”问题，方便市民出行。与此同时，环城巴士所有线路的天然气客车已全部更换为纯电动客车，品牌分别为宇通、安凯和中通。[39][40]
- 2017年2月，因比亚迪综合产业基地落户蚌埠，蚌埠公交集团购置了300台比亚迪K8A型、200台比亚迪K9FE型纯电动空调车。2017年6月，该批次车辆已陆续抵达蚌埠公交集团。该批次车辆上线后，蚌埠市纯电动和混合动力车辆占全部车辆比重已达到90%，再次超过合肥、芜湖居全省首位。[41]
- 2017年4月，蚌埠公交集团推出“坐公交APP”，乘客目前可通过该APP查询市区所有公交线路的沿途站点、首末班车时间及每个公交站有哪几趟公交车经过，还能查询所关注公交车的实时位置、预计到达指定站点的距离等实用信息。[42]
- 2017年5月18日，蚌埠公交集团在胜利路安装全新带有55寸LCD显示屏的电子站牌，让市民及时了解相关资讯。[43]
- 2017年7月，蚌埠公交集团购置的638台纯电动新车全部上线，实现绿色环保出行，提高车辆营运的安全性，更好地服务市民。[44]
- 2017年8月5日，蚌埠公交集团结合我市“市域公交全覆盖”工作进展及蚌山区南片公共交通需求，开行156路，由张公山新村开往家博城。[45]
- 2017年8月20日，蚌埠公交集团为填补北师大附属学校、财大商学院、老贯徐、六公里、禹王世家小区及高新区鼎元学府、和顺新里程、黄山府邸等公交空白，方便市民出行，公交集团开行张公山新村至禹会区工业园的139路，140路同日由小黄山延伸至禹会区工业园。[46]
- 2017年12月16日，滨湖新区首末站已具备使用条件，为方便广大市民公交出行，填补滨湖新区公交空白，从12月16日起，公交105、107路由珍珠小区首末站延伸至滨湖新区首末站。105路延伸后具体线路走向为：龙腾路-东海大道-南湖路-富民路-龙腾路-兴民路-月明街-宏业路-滨湖新区首末站，延伸后沿途增设市政府、市档案馆、绿地中央广场、龙腾路·富民路、龙腾路·兴民路、月明街·宏业路、滨湖新区首末站等7对公交站点，原珍珠小区首末站下客站取消。107路延伸后线路走向为龙腾路-月明街-宏业路-滨湖新区首末站，延伸后沿途增设市博物馆、滨湖花园、月明街·宏业路、滨湖新区首末站等4对公交站点，原珍珠小区首末站下客站取消。[47][48]
- 2018年4月，蚌埠公交集团783台新能源客车开始换装新能源汽车号牌。[49]
- 2018年7月1日，蚌埠公交集团为满足工业园区通勤需求开通8条定制公交专线。[50]

## 线路

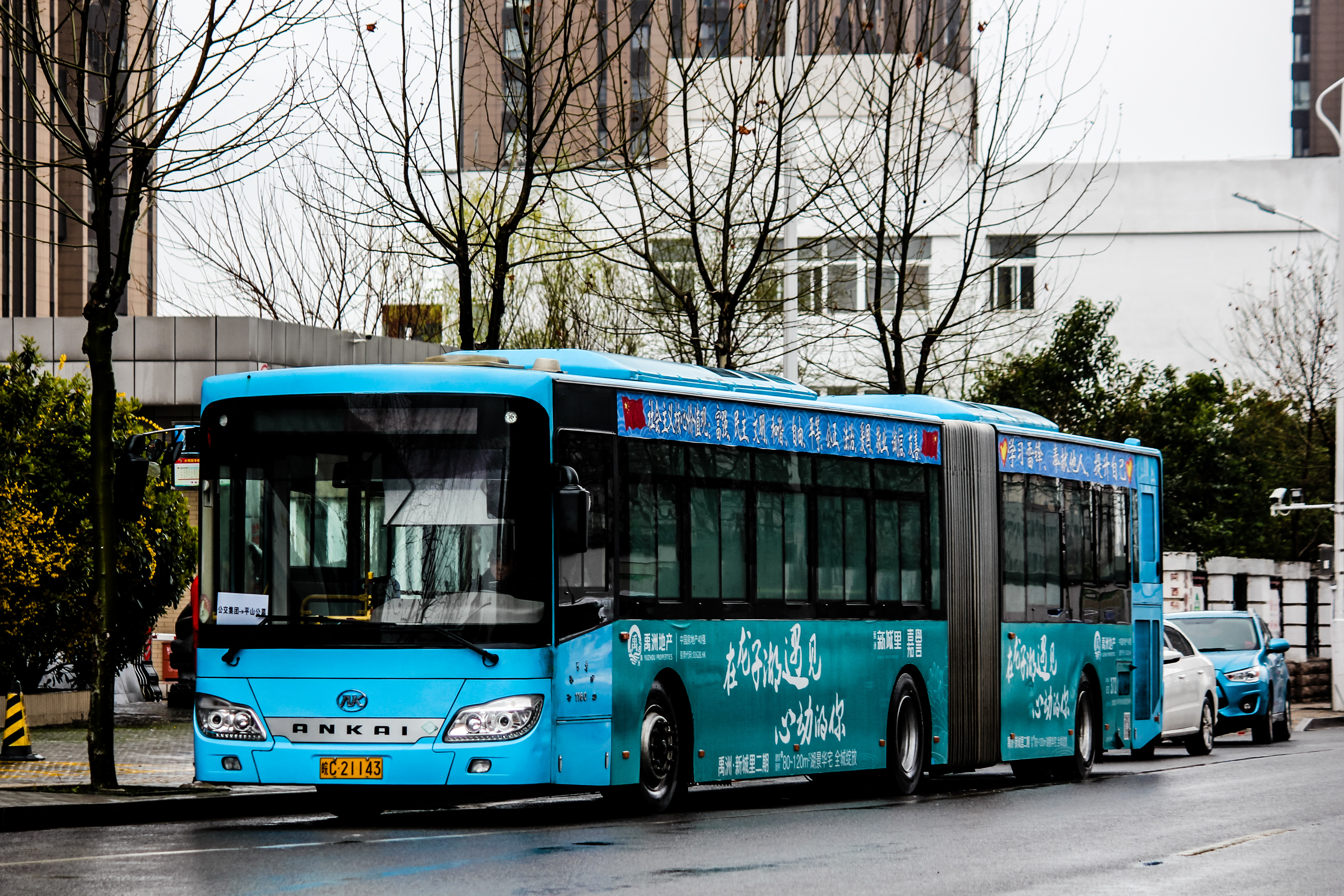
蚌埠公交清明扫墓免费专线

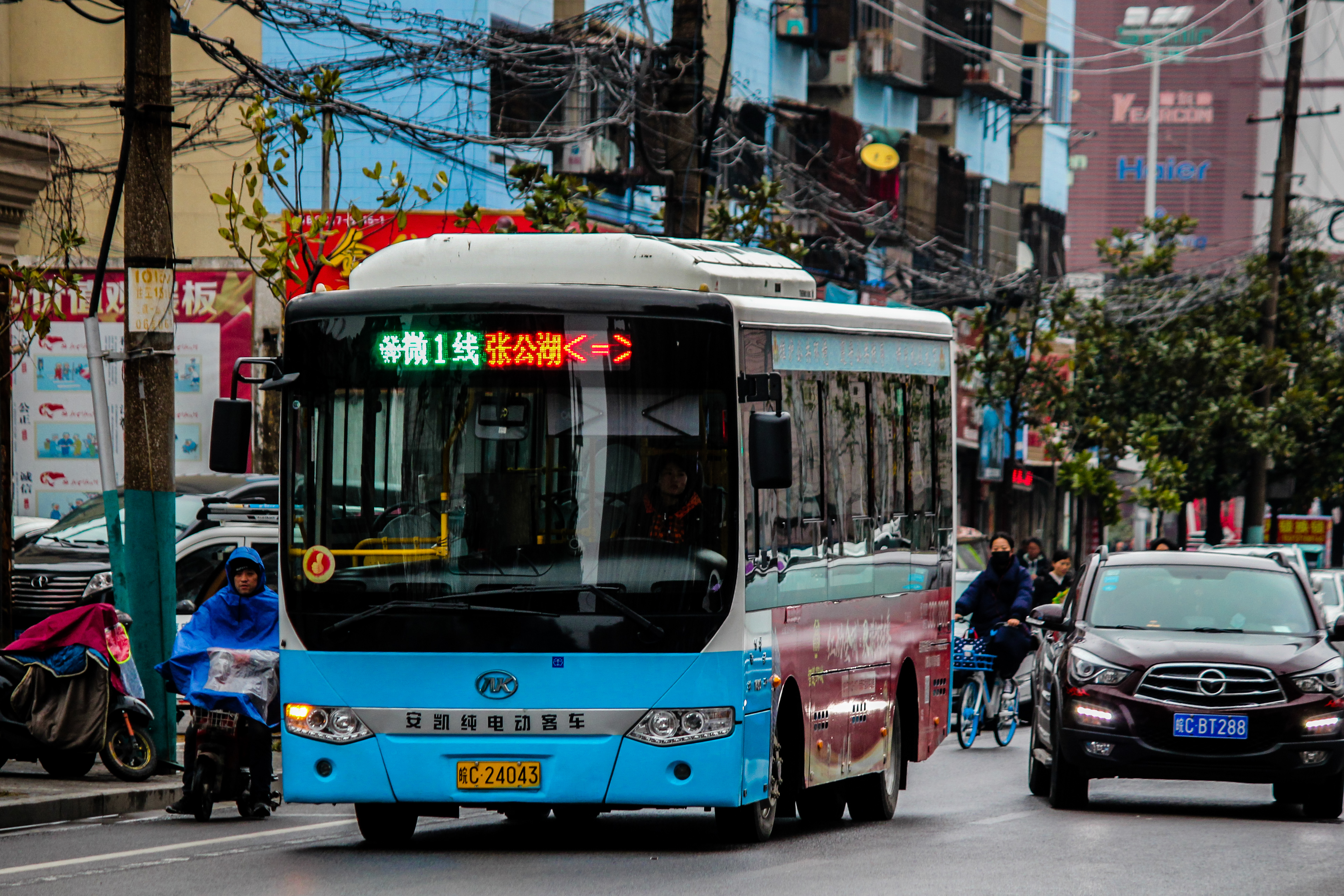
蚌埠公交社区巴士微1路

1956年1月1日，蚌埠公交公司正式成立时仅有1条线路2台车和4名员工，全长5.28公里10个停靠站。
2005年，蚌埠公交公司进行了公交改革，线路全部升至三位数。现1**为市内公交线路，2**为城乡专线，3**为城际公交，此外还有环线、专线等特殊形式，详情请参见蚌埠公交线路表。目前蚌埠市主城区共有常规公交线路64条，常规线路在线车辆千余台。
2010年起，蚌埠公交集团为方便市民扫墓祭祀，倡导低碳出行，在每年的3月17日-4月5日开通平山公墓、涂山（东山）公墓、芦山公墓三个方向的四条免费扫墓公交专线。每日市内始发时间：双休日7:00、工作日7:30；公墓末班返回时间：双休日11:20、工作日11:00。
2015年起，蚌埠公交集团为方便市民的出行需求、弥补常规公交无法通达造成的空白，开通了数条开往中科电力、星宇文化产业园、大明园、二十六中、仁和集机场、特教中心、中航三鑫等偏远地区学校、工业园的定制公交专线，并且可以使用乘车卡进行支付，车费和普通线路相同。
2016年12月，蚌埠公交集团开通3条“微公交”线路，使用8米纯电动空调车，开创了安徽省内社区巴士线路的先河，解决“最后一公里”问题，方便市民出行。
目前蚌埠公交集团正不断优化线网、整合资源、开通线路以满足市民日益增长的出行需求。

### 特色线路
- 全国新能源示范线路、新时代传习专线：107路[53]
- 苗苗线路：107路[54]
- 拥军线路：103路 118路[55]
- 敬老文明线路：138路[56]
- 社区巴士线路：微1路 微2路 微3路[57]

## 票价

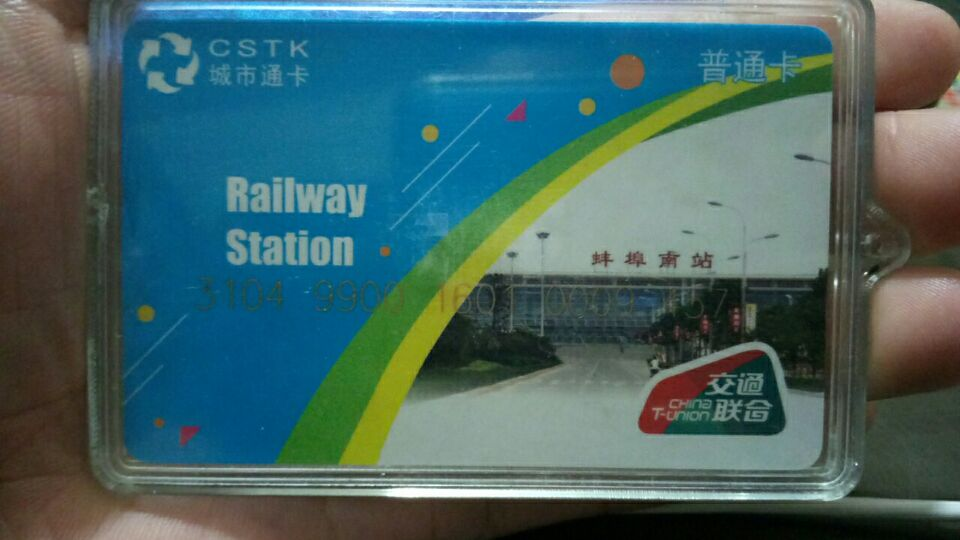
加入交通联合的蚌埠公交卡

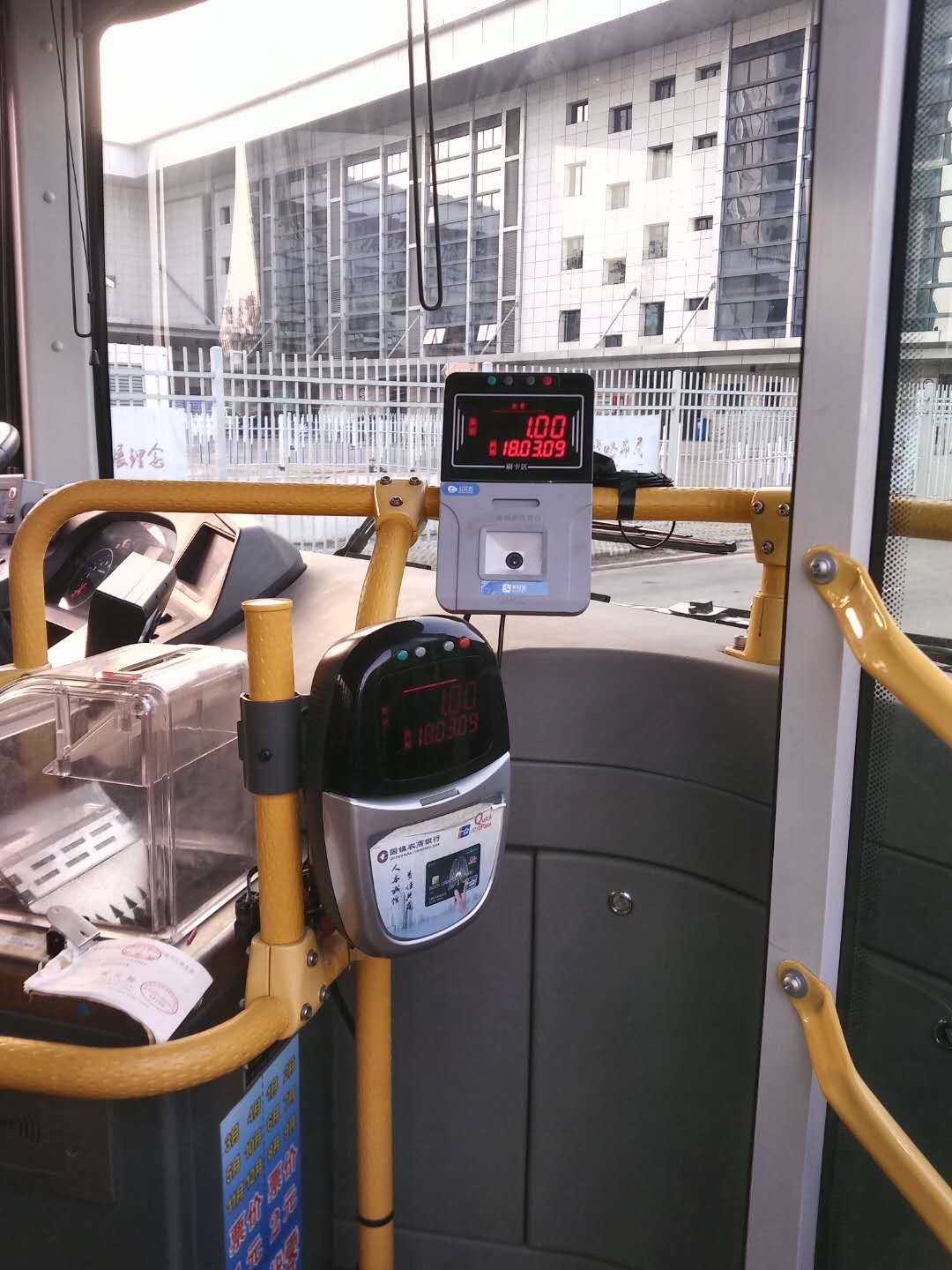
安装了支付宝刷卡机的128路车辆

2013年起，蚌埠公交集团承运的全部公交线路开始支持通过银联闪付银行卡进行支付，支付票价和普通电子钱包卡相同。
2015年起，除银联闪付外，蚌埠公交集团承运的全部公交线路还支持通过全国交通一卡通（交通联合卡）进行支付，支付票价和普通电子钱包卡相同。蚌埠市是第一批加入该系统的城市之一，也是安徽省首个可以使用该系统进行支付的城市。目前安徽省内可以使用该系统进行支付的城市还有滁州市、阜阳市、芜湖市和马鞍山市。
2018年3月15日起，支付宝刷卡机开始在蚌埠公交101路、107路、118路、126路、127路、128路、138路7条线路试运行，乘客可以通过支付宝手机软件进行扫码付费乘车，支付宝扫码乘车的支付票价和投币票价相同，暂不享受刷卡优惠。
截止2018年6月，蚌埠公交集团承运的全部公交线路均支持通过支付宝手机软件进行扫码付费乘车。

### 主城区线路
- 未持卡乘客普通车投币1元，空调车投币2元，无人售票。
- 持普通电子钱包卡普通车0.9元/次，空调车1.8元/次。
- 持学生月票卡普通车合0.18元/次，成人月票卡合0.36元/次，空调车加1元。
- 持老人卡、拥军卡、爱心卡、员工卡的乘客免费乘车。[58]

### 怀远县线路
- 持普通电子钱包卡普通车0.9元/次，空调车1.8元/次，不支持学生月票卡、成人月票卡优惠，使用该卡乘车时扣除其电子钱包区余额。
- 未持卡乘客普通车投币1元，空调车投币2元，无人售票。
- 持老人卡、拥军卡、爱心卡、员工卡的乘客免费乘车。

### 环城巴士线路
- 201路、205路、208路、209路、217路、218路起步票价1元，单程最高票价3元，无人售票，刷卡无效。[59]
- 202路、203路、204路、206路、212路、213路、215路、222路起步票价1元，单程最高票价2元，无人售票，刷卡无效。[60]
- 207路、211路单程最高票价1元，无人售票，刷卡无效。

### 其他城际线路
- 301路、302路4元一票制，有人售票，刷卡无效。
- 303路、306路4元一票制，无人售票，刷卡无效。
- K311路5元一票制，无人售票，刷卡无效。[61][62]
- 321路起步票价12元，有人售票，刷卡无效。
- 366路起步票价10元，有人售票，刷卡无效。

## 光荣事迹

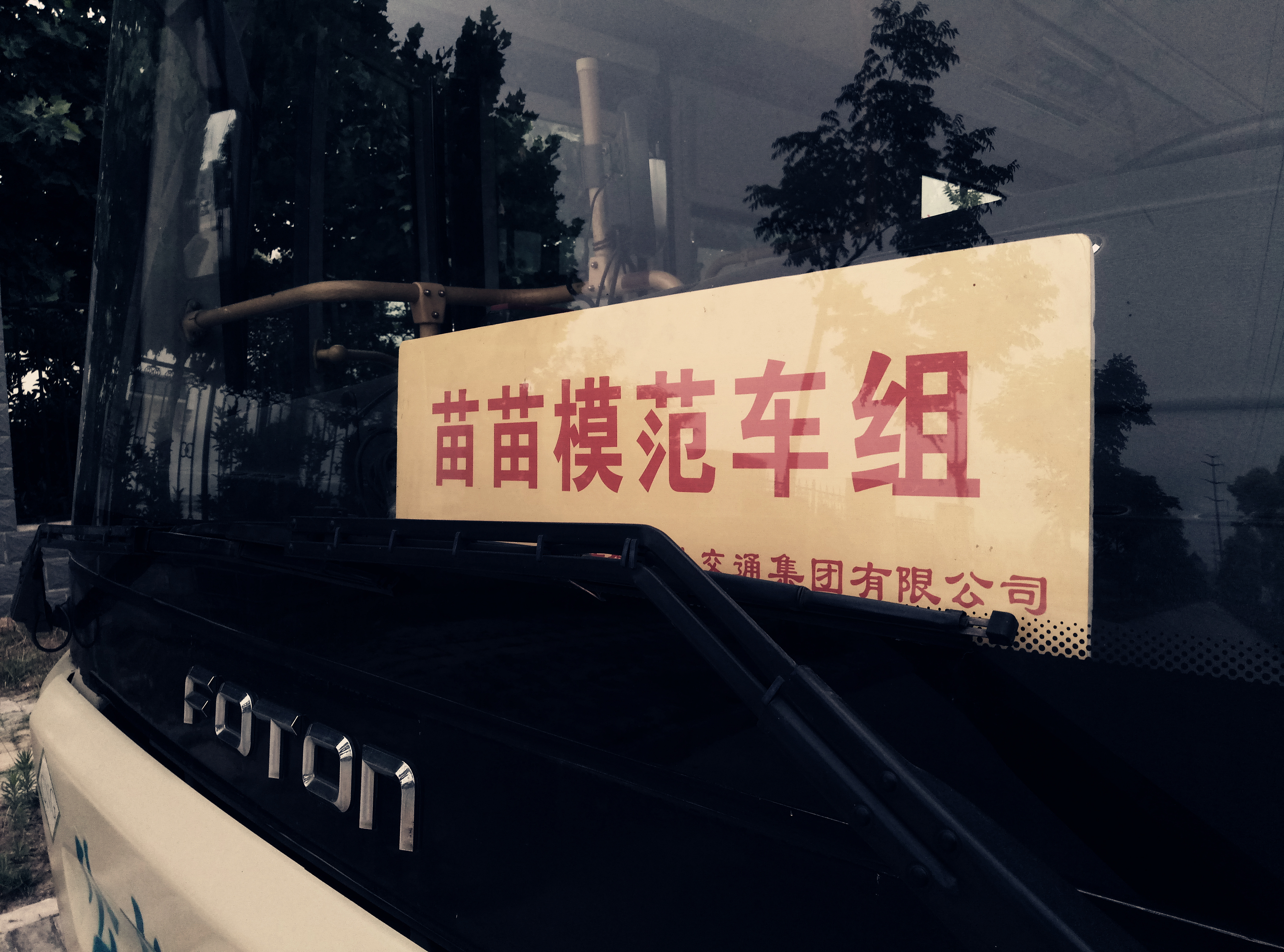
蚌埠公交125路“苗苗模范车组”标识牌

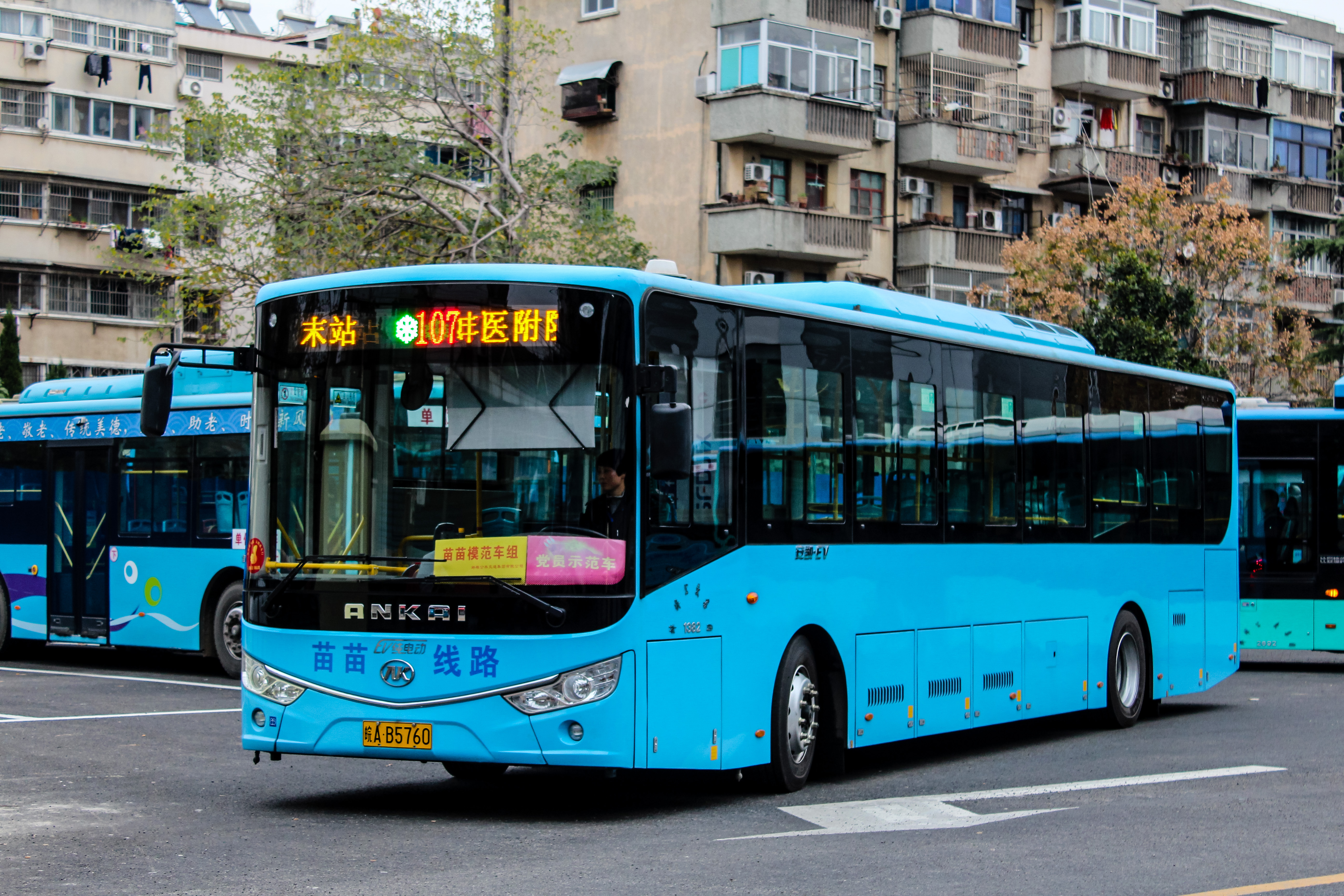
蚌埠公交107路“苗苗线路”车辆

1984年至今，蚌埠公交集团先后荣获全国“五一”劳动奖状先进集体，全国建设系统最佳经济效益单位、全国公交优质服务先进企业、国家级“敬老文明号”、安徽省先进企业、省“创佳创优”竞赛夺魁单位、省思想政治工作优秀企业、安徽省交通运输厅文明单位、市先进单位、文明单位、“窗口”行业最佳服务单位等市以上荣誉称号170多项次。
1978年至2017年2月间，蚌埠公交集团240多名职工摘取市以上各类先进桂冠，11名干部员工当选市、省、全国劳动模范，3名职工获得全国“五一”劳动奖章，1名职工当选全国人大代表，2名职工当选省人大代表、政协委员、1名职工当选省党代会代表、市人大代表。
2017年底，随着蚌埠市创建全国文明城市的成功，蚌埠公交集团入选第五届全国文明单位。近年来，公交集团立足企业实际，坚持抓服务，树典型，创品牌，促发展，物质文明、政治文明、精神文明建设相互促进，协调发展，取得了可喜成绩。在2015、2016年创城国检中，我市公交零失分，成为我市创城的标杆。

### 苗苗车组 苗苗线路
2009年8月，蚌埠公交集团对杨苗苗的工作经验进行整理提炼，形成“苗苗服务规范”体系，开展了“推行苗苗服务规范，创建苗苗车组、苗苗线路”活动，并将创建活动与省交通厅开展的“微笑服务温馨交通”主题实践活动结合起来，充分发挥杨苗苗的典型示范作用，全力打造公交行业优秀品牌。

2011年元月，为进一步扩大品牌影响力，蚌埠公交集团从各条线路“苗苗模范车组”中，挑选了以杨苗苗为代表的40名优秀驾驶员，组建了苗苗线路。线路成立2年多来，服务乘客800万人次无投诉，行驶里程340万公里无事故，收到表扬千余件次。